# Aleksandr Gelman
Aleksandr Gelman (în rusă Александр Гельман; n. 25 octombrie 1933, Dondușeni, România) este un dramaturg, scenarist, publicist  și personaj public sovietic și rus.

## Biografie
S-a născut în satul Dondușeni (acum oraș și centrul raional din Republica Moldova) din județul Soroca, România interbelică, în familia lui Isaac (1904-1981) și Mani (1910-1942) Gelman. La începutul războiului, familia sa a fost deportată în ghetoul Berșad din Transnistria, unde a murit mama sa. Fratele mai mic al scriitorului și bunica au pierit pe drumul spre ghetou; ca urmare, din cei 14 membri ai familiei deportați, numai el și tatăl său au supraviețuit.
După război, s-a întors împreună cu tatăl la Dondușeni, unde a studiat încă trei ani la școală, apoi a intrat la școala profesională a lucrătorilor de tricotaje din Cernăuți (1948-1951). A lucrat ca asistent de maistru la o fabrică de ciorapi din Liov și, în același timp, a terminat clasa a zecea a unei școli de seară. După absolvirea școlii militare-politice de Forțe armate terestre (1952-1954), timp de 6 ani a servit în armată cu gradul de sublocotenent. A fost comandantul unei unități a regimentului 410 de apărare costieră a Mării Negre din Sevastopol (1954-1957), apoi o unitate separată a celui de-al 39-lea centru de comunicații al flotei militare din Kamceatka a Flotei Pacificului (1957-1960).. Din 1960 a locuit la Chișinău, unde a lucrat ca operator de mașini de frezat la uzina „Electrotocipribor” (1960-1963). În 1960-1963 a studiat la departamentul de corespondență al Universității de Stat din Moldova.
Din 1964 a lucrat în orașul Kiriși ca dispecer al unui departament de construcții a „Glavzapstroi”, în 1966 s-a mutat la Leningrad. În perioada 1966-1970 a fost corespondent pentru ziarele din Leningrad Smena („Schimbul”) și Stroitelnîi rabocii („Lucrătorul de construcții”). În 1970-1976 a fost membru al comitetului sindical al dramaturgilor din Leningrad.
În 1978 s-a mutat la Moscova, unde a lucrat la Teatrul de Artă din Moscova.
În 1989 a fost ales adjunct al Sovietului suprem al Uniunii Sovietice din partea Uniunii Cinematografilor din URSS. La al XXVIII-lea Congres al PCUS din iulie 1990, a fost ales membru al Comitetului central al PCUS. 